# Sette Giugno
Sette Giugno (Sedmi lipanj) je malteški nacionalni praznik koji se slavi 7. lipnja. Toga su dana 1919. godine nakon niza nereda britanski vojnici pucali po mjesnom stanovništvu, pri čemu su ubili četvero Maltežana. To je dovelo do povećanja otpora i potpore za protalijanske stranake.
U razdoblju nakon Prvoga svjetskog rata, zbog poremećaja u poljoprivredi i industriji u Europi, Malteška kolonijalna vlada nije uspjela osigurati potrebnu opskrbu hrane za otoke. Troškovi života znatno su povećani nakon rata. Uzroci ustanka bili su i političke prirode. Prvi sastanak Narodne skupštine održan je 25. veljače 1919., i na njemu je usvojena odluka koja je utrla put neovisnosti Malte od Britanskoga Carstva. Odluku je podnijela nacionalistička frakcija na čelu s Enricom Mizzijem.
U subotu 7. lipnja 1919., Narodna skupština zasjedala je po drugi put. Incident je izazvan zastavom Britanskoga Carstva koja je postavljena na La Ville de Londres. Nemiri su počeli izbijati na više mjesta u gradu. U jednom trenutku začuli su se pucnji iz jedne kuće, a zatim su počeli pucati vojnici. Vojni sud otvorio je istragu 16. lipnja, prijeki sud pokrenuo je istragu nad trideset i dvije osobe koje su sudjelovale u ustancima. Neredi su doveli do reformi - tako je 30. travnja 1921. proglašen novi ustav, ukinuta je politička cenzura, prvi izbori održani su po novom ustavu u listopadu 1921. godine.
Tijela četiri žrtve smještena su u grobnici na groblju Addolorata 9. studenoga 1924. godine. Tom je prigodom talijanska fašistička vlada slavila četiri žrtve kao „mučenike”. Spomenik Sette Giugno otkriven je 7. lipnja 1986. na Trgu svetoga Jurja u Valletti. Malteški parlament usvojio je 21. ožujka 1989. zakon kojim Sette Giugno postaje jednim od pet nacionalnih praznika na otoku.